# Korona węgierska

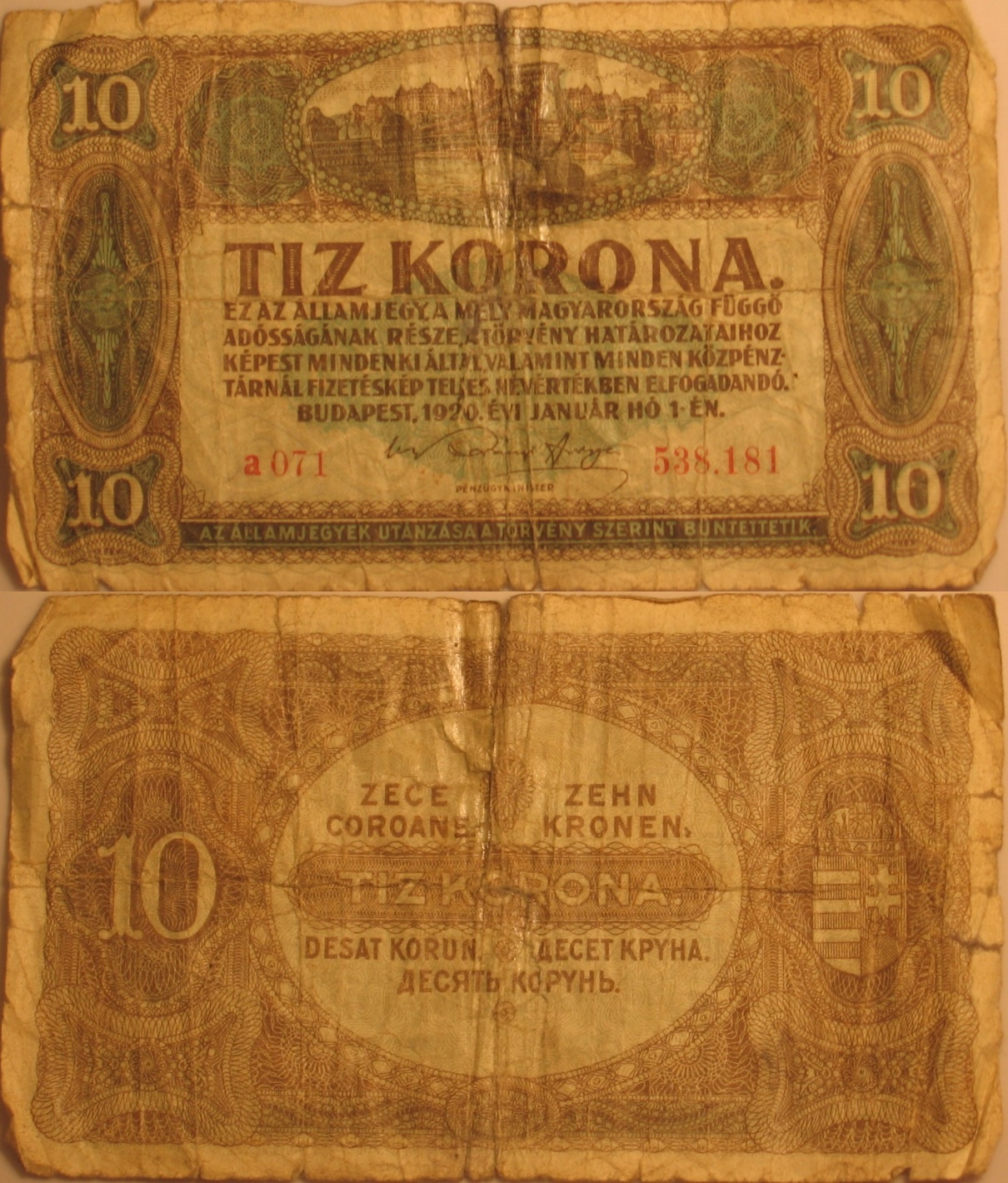
10 koron węgierskich z 1920

Korona węgierska – waluta wprowadzona po I wojnie światowej na terytorium Węgier.
Korona węgierska zastąpiła obowiązującą na Węgrzech, do czasu rozpadu Austro-Węgier, koronę austro-węgierską. 1 korona węgierska dzieliła się na 100 fillérów. Wprowadzona do obiegu w 1920, po siedmiu latach, wskutek hiperinflacji, została zastąpiona w 1927 nową walutą, pengő. Kurs wymiany wynosił 12 500 koron = 1 pengő.